# نصف‌النهار ۱۲۸ درجه شرقی
نصف‌النهار ۱۲۸ درجه شرقی ۱۲۸مین نصف‌النهار شرقی از گرینویچ است که از لحاظ زمانی ۸ساعت و ۳۲دقیقه با گرینویچ اختلاف زمانی دارد.
این نصف‌النهار از قطب شمال شروع و از مناطق زیر گذشته و به قطب جنوب ختم می‌شود.
- روسیه
- چین
- اقیانوس هند
- استرالیا*اقیانوس آرام